# Петровиці-Великі (гміна)
Гміна Петровіце-Вельке (пол. Gmina Pietrowice Wielkie) — сільська гміна у південній Польщі. Належить до Рациборського повіту Сілезького воєводства.
Станом на 31 грудня 2011 у гміні проживало 6971 особа.

## Територія
Згідно з даними за 2007 рік площа гміни становила 68.07 км², у тому числі:
- орні землі: 87.00%
- ліси: 4.00%

Таким чином, площа гміни становить 12.51% площі повіту.

## Населення
Станом на 31 грудня 2011:
| Опис     | Загалом | Загалом | Чоловіки | Чоловіки | Жінки | Жінки |
| -------- | ------- | ------- | -------- | -------- | ----- | ----- |
| одиниця  | осіб    | %       | осіб     | %        | осіб  | %     |
| все      | 6971    | 100     | 3330     | 47.77    | 3641  | 52.23 |
| міське   | 0       | 100     | 0        |          | 0     |       |
| сільське | 6971    | 100     | 3330     | 47.77    | 3641  | 52.23 |

## Сусідні гміни
Гміна Петровіце-Вельке межує з такими гмінами: Баборув, Кетш, Кшановіце, Рацибуж, Рудник.